# Saison 1904-1905 du FC Barcelone
La saison 1904-1905 du FC Barcelone est la cinquième depuis la fondation du club.

## Faits marquants
Le FC Barcelone remporte pour la première fois le championnat de Catalogne. Le match décisif a lieu le 21 juin 1905 contre le Club Español (victoire 3 à 2). Malgré ce succès, c'est une étape de crise qui s'ouvre avec une diminution du nombre de socios (198 au lieu de 234) et parfois l'équipe doit jouer à 10 car il n'y a pas assez de joueurs.
Les propriétaires du terrain de la route d'Horta décident de bâtir ce qui oblige le Barça à chercher un nouveau terrain. Le Barça s'installe dans un terrain de la rue Montaner délimité par les rues Paris, Casanova et Londres.

## Effectif[2]
|  |  |  |  | Championnat de Catalogne | Championnat de Catalogne |
|  |  |  |  | ------------------------ | ------------------------ |

| Poste             | Joueur          | Pays                    | Matchs | Buts |
| ----------------- | --------------- | ----------------------- | ------ | ---- |
| Gardien           | Joan Soler      | Drapeau de l'Espagne    | 7      | -10  |
| Défenseur         | Arthur Witty    | Drapeau de l'Espagne    | 7      |      |
| Défenseur         | Miguel Morris   | Drapeau de l'Angleterre | 6      |      |
| Défenseur         | John Hamilton   | Drapeau de l'Écosse     | 2      |      |
| Milieu de terrain | Carlos Comamala | Drapeau de l'Espagne    | 7      | 1    |
| Milieu de terrain | Josep Vidal     | Drapeau de l'Espagne    | 6      | 1    |
| Milieu de terrain | José Quirante   | Drapeau de l'Espagne    | 6      | 2    |
| Milieu de terrain | Josep Ortiz     | Drapeau de l'Espagne    | 2      |      |
| Milieu de terrain | Francesc Sanz   | Drapeau de l'Espagne    | 1      |      |
| Attaquant         | Romà Forns      | Drapeau de l'Espagne    | 7      | 4    |
| Attaquant         | Stanley Harris  | Drapeau de l'Angleterre | 6      |      |
| Attaquant         | Udo Steinberg   | Drapeau de l'Allemagne  | 5      | 2    |
| Attaquant         | Pérez           | Drapeau de l'Espagne    | 4      |      |
| Attaquant         | Henry Whil      | Drapeau de l'Angleterre | 4      |      |
| Attaquant         | Henry Morris    | Drapeau de l'Angleterre | 3      | 2    |
| Attaquant         | Joseph Black    | Drapeau de l'Écosse     | 2      | 3    |
| Attaquant         | George Noble    | Drapeau de l'Espagne    | 1      |      |
| Attaquant         | Lluís d'Ossó    | Drapeau de l'Espagne    | 1      | 1    |

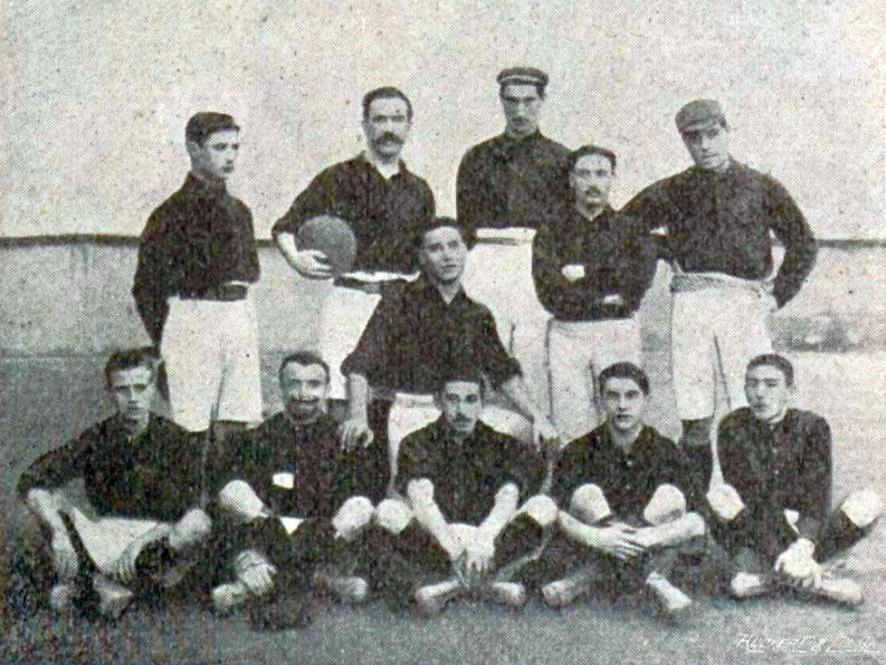
L'équipe le 12 février 1905, opposée au Club Espanyol (1–1).

- Le onze titulaire et les buteurs du match de la 9e journée (12 mars 1905) contre le Club X (victoire 4–1) ne sont pas inclus en raison de l'absence de sources.